# Orangepannad barbett
Orangepannad barbett (Capito squamatus) är en fågel i familjen amerikanska barbetter inom ordningen hackspettartade fåglar.

## Utbredning och systematik
Fågeln förekommer i sydöstra Nariño i sydvästligaste Colombia och i västra Ecuador så långt söderut till El Oro. Den behandlas som monotypisk, det vill säga att den inte delas in i några underarter.

## Status
IUCN kategoriserar arten som livskraftig.